# Джеміла
36°18′ пн. ш. 5°44′ сх. д. / 36.300° пн. ш. 5.733° сх. д.
Джеміла (араб. جيميلة, лат. Cuicul) — давнє римське місто, руїни якого розташовані в сучасному Алжирі та з 1982 року входять до списку Світової спадщини ЮНЕСКО. Джеміла находиться на висоті 900 м у вілаєті Сетіф. Селище розташоване на гірському хребті між двома ваді. Своїм добробутом в античну епоху місто було зобов'язане сільському господарству, оскільки Алжир завдяки вологішому клімату вважався «житницею» Риму.
У наші дні збереглися форум, храм, християнські базиліки, тріумфальна арка і будинки. Місто вважається зразком римського планування містобудування, пристосованого до гірської місцевості. У Джемілі були термальні лазні, капітолій і театр. Храм, присвячений імператору Септимію Северу (193–211) і його дружині Юлії Домні, зберігся в гарному стані. Сином Септимія Севера був імператор Каракалла (211–217), при якому була побудована тріумфальна арка.
Можливо, місто було засновано під час короткого правління імператора Нерви між 96 і 98 роками. Пізніше воно було завойоване вандалами. У 533 році його відвоювали візантійці, але незабаром воно було покинуте.
Перші розкопки розпочалися в 1909 році. Археологічним цінностям сьогодні загрожують піщані бурі й розкрадання каміння навколишнім населенням на будівництво помешкань.